# 榊邦彦
榊 邦彦（さかき くにひこ、1963年3月14日 - ）は、日本の小説家。埼玉県さいたま市（旧大宮市）出身。本名は神田 邦彦（かんだ くにひこ）。

## プロフィール
2006年、『ミサキへ』（後に『100万分の1の恋人』と改題）で第二回新潮エンターテインメント新人賞（第三回より、新潮エンターテインメント大賞と改称）を受賞。選考委員は浅田次郎。2007年1月、『100万分の1の恋人』を刊行。ハンチントン病の患者である父を持つ女性「ミサキ」と「僕」との恋愛の行方を描いた同書は台湾・韓国でも翻訳出版されている。また、同書は「戦後の医療小説30選」や「医療を読むと現代が見える…疾患別医療小説ガイド35冊」にも選出されている。
小説作品以外では、本名（神田邦彦）名義で、『中学総合的研究国語』『現代文標準問題精講』等の国語関係の参考書を執筆している。
現在、母校である開成中学校・高等学校の教諭。
生母は現代舞踊家のアキコ・カンダ。養母は筝曲家・邦楽家の神田都美井。

## 著書など

### 小説
- 『100万分の1の恋人』（新潮社）2007　のち、新潮文庫（2013）
- 『もう、さよならは言わない』（新潮社）2008

### 参考書（神田邦彦名義）
- 『中学総合的研究国語』峰高久明、葛西太郎、矢口郁子共著（旺文社）2006
- 『中学総合的研究問題集国語読解』峰高久明共監修 旺文社 2007
- 『超スゴ速古典文法50 和歌で感動しながら覚える! センター試験完全対応』（旺文社）2008
- 『ミラクル古文単語396 愛の青春ドラマで覚える』（旺文社）2009
- 『現代文 標準問題精講』（旺文社）2015

### その他（授業のルポルタージュ）
- 『中学校の授業でネット中傷について考えた～指先ひとつで加害者にならないために』宇多川はるか（講談社）2023